# Полярный климат

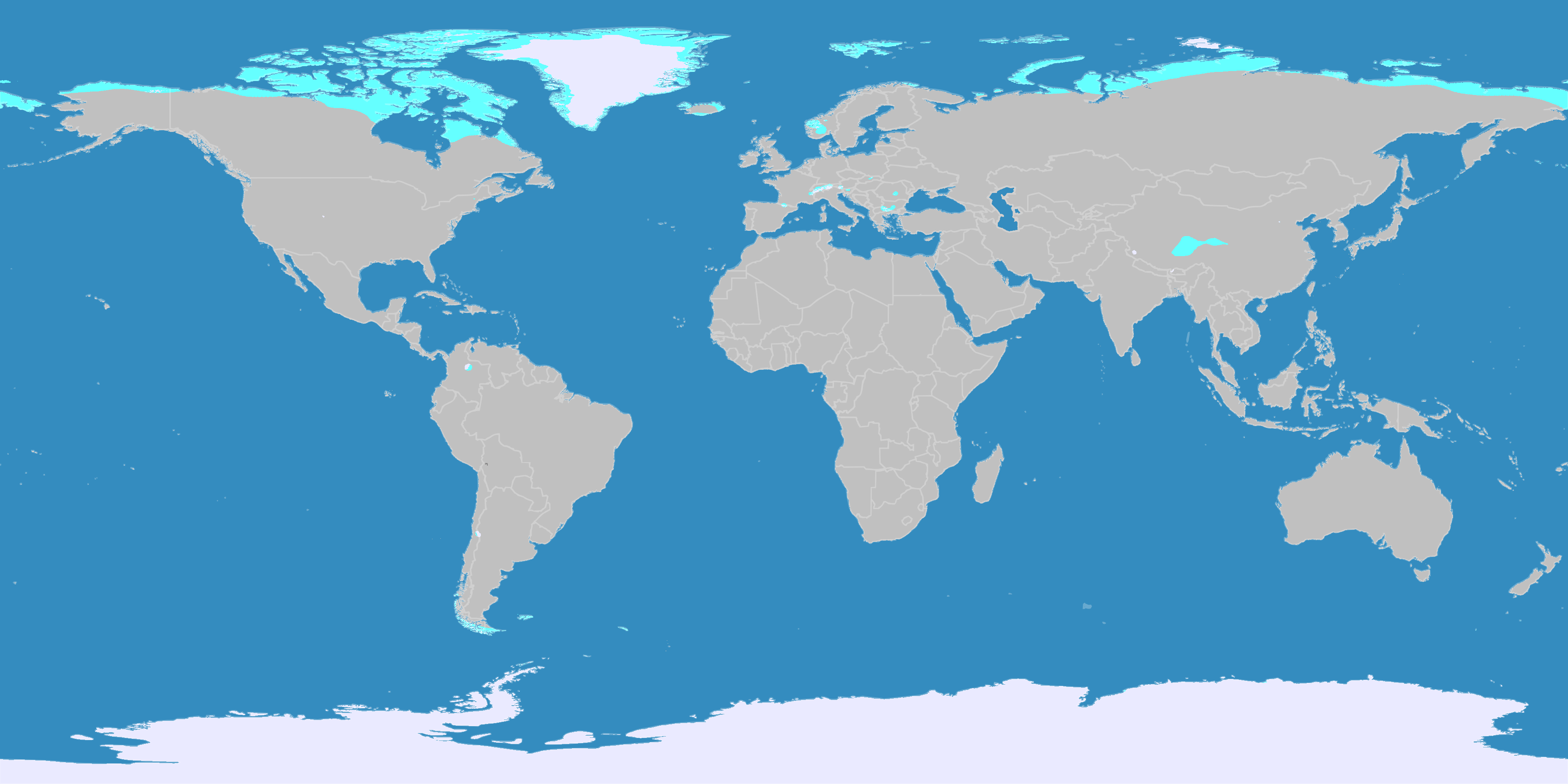
Полярный климат в классификации Кёппена
Ледовый климат
Климат тундры

Арктический климат по Алисову.

Полярный климат — климат полярных районов Земли, характеризуется круглогодичными отрицательными температурами воздуха и скудными осадками (100—200 мм в год). Господствует в Арктике — зоне Северного Ледовитого океана и в Антарктике. Наиболее мягок в атлантическом секторе Арктики, самый суровый — на плато Восточной Антарктиды. В классификации Кёппена к полярному климату относятся не только зоны ледового климата, но и климат зоны распространения тундры.

## Арктический климат
Минимальные температуры в этих районах иногда снижаются до −57,7 °C на острове Врангеля, −62 °C на Таймыре (Гремяка, Имангда), до −67 °C на Ямале (Аксарка), до −46,3 °C на Шпицбергене. Средняя температура февраля на мысе Челюскин −28,2 °C, июля +1,4 °C, среднегодовая −14,5 °C, минимальная −48,8 °C, на Северном полюсе средняя температура воздуха в феврале −43 °C, близкие к 0 °C средние температуры воздуха летних месяцев при отрицательной среднегодовой температуре. На острове Голомянный средняя температура мая −9,6 °C, июня −1,5 °C, июля +0,6 °C, августа 0 °C, сентября −3,5 °C. Средняя температура июля на острове Хейса, где находится обсерватория имени Кренкеля, и острове Гукера составляет +0,7 °C. На самой северной метеостанции мира, обсерватории имени Кренкеля, абсолютный минимум температуры −44,4 °C, абсолютный максимум +10,3 °C. На острове Визе средняя температура мая −9,2 °C, июня −1,6 °C, июля +0,5 °C, августа +0,1 °C, сентября −2,8 °C. С апреля и мая по сентябрь арктические регионы часто являются самыми холодными местами Северного полушария.
Огромные территории в Арктике покрыты мощными ледниками, совокупная площадь которых составляет более чем 2 млн км². Круглогодично покрытая льдами водная поверхность за Полярным кругом составляет, около 11 млн км² зимой и примерно 8 млн км² летом. Толщина однолетних льдов около 1—2 м, а многолетних 3—4 м. Высота торосов — 3—5 м, иногда достигает 10—15 м. Полярные день и ночь обусловливают крайне неравномерное поступление солнечного тепла в течение года. Радиационный баланс в южных районах Арктики положительный, составляет 420—630 Мдж/(м² в год) [10—15 ккал/(см² в год)], фактически в 2—3 раза меньше, чем в умеренных широтах, а в Арктическом бассейне, как правило, отрицательный [потеря тепла 85—125 Мдж/(м² в год) или 2—3 ккал/(см² в год)]. Потери компенсируются притоком тёплых водных и воздушных масс.